# Cherish Perrywinkle
Cherish Lily Perrywinkle (2004-2013) va ser una nena nord-americana de 8 anys que va ser apallissada fins a la mort per la seva mare Rayne Perrywinkle i el seu padrastre Billy Jarreau en un filicidi. El seu cos va ser trobat més tard a la badia de Jacksonville, Florida. La policia no va poder identificar el cos quan el varen trobar. Va començar la recerca a escala nacional per esbrinar el nom de la nena. Quan l'àvia de Cherish Lily, Donald J. Smith, va veure un dibuix (un esbós compost) del cos, va saber que era Cherish Lily. Després ho va dir a la policia. Després de fer proves d'ADN el 5 de juliol de 2013, els experts determinaren que es tractava de Cherish Lily.